# Lewis Tan
Lewis Singwah Tan (Salford, 1987. február 4.–) brit színész, modell és harcművész.
Leginkább olyan sorozatszerepekről ismert, mint Zhou Cheng a Netflix Vasököl, Gaius Chau az AMC Into the Badlands és Lu Xin Lee a Netflix Wu Wei: Az öt elem küzdelme című sorozatokban. Ő alakította Csillagtörőt a Deadpool 2. (2018) és Cole Youngot a Mortal Kombat című mozifilmekben.

## Fiatalkora
Lewis Singwah Tan az angliai Salfordban született, és elsősorban Los Angelesben nevelkedett, Franciaországban, Thaiföldön, Spanyolországban és Kínában is élt. Tan félig kínai, félig brit nemzetiségű. Édesapja, Philip Tan harcművész, színész és kaszkadőr-koordinátor, aki Kínai származású Szingapúr. Édesanyja a nyugdíjas divatmodell, Joanne, aki Nagy-Britanniából származik. Családja Los Angelesbe költözött, amikor apját felvették harckoordinátorként a Tim Burton 1989-es Batman című filmjébe. Négy testvér közül ő a legidősebb. Öccse, Sam Tan szintén színész. Legfiatalabb testvére, Evan Tan, egy Los Angelesben élő fotógráfus, akinek műveit olyan művészek dalai díszítik, mint Kali Uchis és Zack Villere. Tan apja fiatal korától kezdve harcművészetre tanította. Fiatal tinédzserként színházi oktatásokban is részt vett, melynek során sok darabban játszott szerepet. Előadóművészetet John Kirby edzőnél tanult.

## Pályafutása
2018-ban Csillagtörő szerepét játszotta a Deadpool 2. szuperhősfilmben. Ugyanebben az évben bejelentették, hogy Tan Lu Xin Lee-t alakítja a Wu Wei: Az öt elem küzdelme netflixes krim-dráma sorozatban. 2019 augusztusában Tan szerepet kapott a Mortal Kombat remakejében, mint Cole Young. A filmet tervek szerint 2021. április 16-án mutatják be.

## Filmográfia

### Film
| Év   | Magyar cím                            | Eredeti cím                              | Szerep              | Magyar hang |
| ---- | ------------------------------------- | ---------------------------------------- | ------------------- | ----------- |
| 2006 | Halálos iramban: Tokiói hajsza        | The Fast and the Furious: Tokyo Drift    | kaszkadőr           |             |
| 2006 | Mini beindul                          | Mini's First Time                        | skatepunk           |             |
| 2007 | A Karib-tenger kalózai: A világ végén | Pirates of the Caribbean: At World's End | kaszkadőr           |             |
| 2008 |                                       | Red Velvet                               | Maniac              |             |
| 2013 | Támadás a Fehér Ház ellen             | Olympus Has Fallen                       | koreai kommandós    |             |
| 2013 | Másnaposok 3.                         | The Hangover Part III                    | börtönőr            |             |
| 2015 |                                       | Sacrifice                                | Ben Kittman         |             |
| 2018 | Gengszterzsaruk                       | Den of Thieves                           | titkosszolgálati őr |             |
| 2018 | Deadpool 2.                           | Deadpool 2                               | Csillagtörő         | Hajdu Tibor |
| 2019 |                                       | Ji                                       | Ji                  |             |
| 2021 | Mortal Kombat                         | Mortal Kombat                            | Cole Young          | Ember Márk  |
| 2022 | Egy ökölnyi bosszú                    | Fistful of Vengeance                     | Lu Xin Lee          |             |
| 2022 | A sorsról                             | About Fate                               | Kip                 |             |
| 2022 | Babylon                               | Babylon                                  | Party Attendee      |             |
| 2024 | Deadpool & Rozsomák                   | Deadpool & Wolverine                     | Csillagtörő         | Hajdu Tibor |
| 2025 | Mortal Kombat II.                     | Mortal Kombat II                         | Cole Young          |             |

### Televízió
| Év        | Magyar cím                        | Eredeti cím       | Szerep                    | Megjegyzés                                    |
| --------- | --------------------------------- | ----------------- | ------------------------- | --------------------------------------------- |
| 2006      | CSI: New York-i helyszínelők      | CSI: New York     | Kym Tanaka                | 1 epizód                                      |
| 2007      | Daybreak – Időbe zárva            | Day Break         | Jimmy Yan                 | 1 epizód                                      |
| 2007      | 24                                | 24                | kaszkadőr                 |                                               |
| 2010      | CSI: Miami helyszínelők           | CSI: Miami        | Aiko Okanagi              | 1 epizód                                      |
| 2011      | NCIS: Los Angeles                 | NCIS: Los Angeles | Hiro Yakuza               | 1 epizód                                      |
| 2011      |                                   | The Protector     | Zachary                   | 1 epizód                                      |
| 2013      |                                   | The Girlfriend    | Bruce Wayne / Batman      | rövidfilm                                     |
| 2014      |                                   | 10,000 Days       | Jiro Farnwell             | tévéfilm                                      |
| 2015      | Hawaii Five-0                     | Hawaii Five-0     | Luke Nakano               | 1 epizód                                      |
| 2016      | Csúcsformában                     | Rush Hour         | Chen                      | 1 epizód                                      |
| 2017      | Vasököl                           | Iron Fist         | Zhou Cheng                | 1 epizód                                      |
| 2018–2019 | Into the Badlands                 | Into the Badlands | Gaius Chau                | visszatérő szerep                             |
| 2019      | Wu Wei: Az öt elem küzdelme       | Wu Assassins      | Lu Xin Lee                | - főszereplő - magyar hangja: - Szatory Dávid |
| 2023      | Shadow and Bone – Árnyék és csont | Shadow and Bone   | Tolya Yul-Bataar          | főszereplő (2. évad)                          |
| 2024–2025 | Cobra Kai                         | Cobra Kai         | Feng Xiao / Wolf szenszej | visszatérő szerep (6. évad)                   |